# محمد بركات بن محمد جعفر
محمد بركات بن محمد جعفر، القصار، الشافعي الدمشقي. ولد في دمشق عام 1306 للهجرة، (1889 م) وتلقى العلم عن معاصريه من العلماء كالشيخ بدر الدين الحسني والشيخ أمين سويد، حتى أخذ بحظ وافر من علم الشريعة واللغة العربية. أبناؤه الأديب محمد سليم بركات، والشيخ عبد الرحمن بركات هما أيضاً من أعلام دمشق.

## تلاميذه
الشيخ الصوفي إبراهيم اليعقوبي (1343-1406 للهجرة)، والشيخ أحمد بن أحمد سليم قويدر العربيلي (0000-1390 للهجرة). كما تتلمذ على يده الشيخ الحافظ الجامع محي الدين الكردي، أبي الحسن، والذي قرأ عليه أول كتاب عمدة السالك في الفقه الشافعي. يرد اسم محمد بركات تحت رقم 35 في قائمة المجازين في رواية حفص. تزوج محمد بركات من فاطمة الجغصي وأنجب منها محمد سليم (1930-1999)، بشيرة (1933-2016) ومطيعة (1936-) بركات.

## وفاته
توفي محمد بركات في 15 جمادى الآخر عام 1369 للهجرة، (1950 م) ودفن في مقبرة باب الصغير بجوار كوكبة من علماء دمشق والصالحين.